# Jičina
Jičina je část obce Starý Jičín v okrese Nový Jičín. Nachází se na jihozápadě Starého Jičína. Prochází zde silnice I/48. V roce 2009 zde bylo evidováno 95 adres. V roce 2001 zde trvale žilo 287 obyvatel.
Jičina je také název katastrálního území o rozloze 3,27 km².

## Pamětihodnosti
Jihovýchodně od vesnice se nachází pravěké hradiště Požaha.